# Xalisco
Xalisco é um município do estado do Nayarit, no México.